# Phorm
Phorm, aussi connue sous le nom de 121Media, est une société informatique basée aux États-Unis (dans le Delaware) connue pour son logiciel de publicité. Fondée en 2002, la société distribuait à l'origine des programmes considérés comme des spywares, qui leur générait des millions de dollars de revenus. Elle a cessé de les distribuer après les plaintes d'associations au Canada et aux États-Unis, et a annoncé être en contact avec plusieurs fournisseurs d'accès à Internet au Royaume-Uni pour fournir de la publicité ciblée à partir des sites web consultés par les utilisateurs.
Le système publicitaire de la compagnie, baptisé Webwise, est un service de ciblage comportemental (comparable à NebuAd) qui a recours au Deep Packet Inspection pour analyser le trafic. Phorm a déclaré que les données collectées le seraient de façon anonyme et ne permettraient pas d'identifier les utilisateurs, et que leur service inclurait même une protection contre l'hameçonnage (la collection frauduleuse des informations personnelles des utilisateurs). Toutefois de nombreuses personnes, y compris Tim Berners-Lee (créateur du World Wide Web), se sont opposés au pistage des habitudes de navigation des internautes mis en place par Phorm, et le fournisseur d'accès à Internet BT Group est lui-même accusé de réaliser des tests secrets du service.
L'Information Commissioner's Office a exprimé son inquiétude concernant Webwise et la façon dont il est mis en œuvre, et a déclaré qu'il ne serait légal qu'à condition d'être un système par opt in (c'est-à-dire qui se fasse avec le consentement explicite de l'utilisateur), non par opt out (lorsque l'utilisateur doit lui-même demander son retrait du programme). La Commission européenne a appelé le Royaume-Uni à protéger la vie privée des utilisateurs, et a ouvert une procédure pour infraction contre le pays pour l'usage de Phorm par certains FAI. Certains groupes, comme le site Amazon.com et la Wikimedia Foundation, ont d'ores et déjà demandé le retrait de leur site des scans du système publicitaire.